# Бренево (Псковская область)
Бренево — деревня в Куньинском районе Псковской области России. Входит в состав Пухновской волости.

## География
Деревня находится в юго-восточной части Псковской области, в зоне хвойно-широколиственных лесов, к востоку от озера Грече, на расстоянии примерно 32 километров (по прямой) к юго-востоку от рабочего посёлка Кунья, административного центра района.

### Климат
Климат характеризуется как умеренно континентальный, влажный. Средняя многолетняя температура самого холодного месяца (января) составляет −8°С, средняя температура самого тёплого (июля) — +17°С. Среднегодовое количество осадков — 700—750 мм. Снежный покров держится в течение 125—130 дней в году. Безморозный период длится около 140 дней.

### Часовой пояс
Деревня Бренево, как и вся Псковская область, находится в часовой зоне МСК (московское время). Смещение применяемого времени относительно UTC составляет +3:00.

## Население
| 2001 | 2002 | 2010 |
| ---- | ---- | ---- |
| 26   | ↘16  | ↘11  |

Согласно результатам переписи 2002 года, в национальной структуре населения русские составляли 100 %.